# Pierre Lardinois
Pierre Joseph (Petrus Josephus) Lardinois (ur. 13 sierpnia 1924 w Noorbeek w gminie Eijsden-Margraten, zm. 16 lipca 1987 w Amsterdamie) – holenderski polityk, agronom i menedżer, deputowany krajowy, w latach 1967–1973 minister, w latach 1973–1977 członek Komisji Europejskiej.

## Życiorys
Urodził się jako drugi syn z siedmiorga dzieci sprzedawcy mąki. W 1942 rozpoczął studia agronomiczne na Wageningen University & Research. Po roku musiał je przerwać ze względu na odmowę złożenia przysięgi wierności niemieckim władzom okupacyjnym, następnie w celu uniknięcia represji do 1945 pracował w obozach pracy przymusowej przy produkcji broni. W 1947 ukończył studia pierwszego, a w 1951 drugiego stopnia, pracował następnie do 1960 jako agronom w gminach Purmerend i Eindhoven. Był urzędnikiem ministerstwa rolnictwa oraz attaché ds. rolnictwa w ambasadzie w Londynie. Działał także w ruchach katolickich oraz kierował organizacją rolniczą Noord-Brabantse Christelijke Boerenbond.
W latach 1950–1954 i od 1958 należał do Katolickiej Partii Ludowej, po jej przekształceniu od 1980 do Apelu Chrześcijańsko-Demokratycznego. W latach 1963–1967 i w 1971 zasiadał w Tweede Kamer. Jednocześnie od 1963 do 1967 był delegowany do Parlamentu Europejskiego, a od 1965 do 1967 zasiadał w Radzie Ekonomicznej i Społecznej (rządowym organie doradczym). Od kwietnia 1967 do stycznia 1973 sprawował funkcję ministra rolnictwa i rybołówstwa, a od stycznia 1972 dodatkowo ministra ds. Surinamu i Antyli Holenderskich w gabinetach Pieta de Jonga i Barenda Biesheuvela. Od 1973 do 1977 pozostawał członkiem Komisji Europejskiej kierowanej przez François-Xaviera Ortolego, odpowiadał w niej za rolnictwo i rybołówstwo. W kolejnych latach przeszedł do sektora prywatnego, zajmując się m.in. lobbingiem. Od 1977 do 1986 był dyrektorem zarządzającym Rabobanku, od 1985 także wiceprezesem i prezesem niemiecko-holenderskiej izby handlowej.
Od 1950 żonaty z Belgijką Marią Peeters (zm. 1982), miał pięcioro dzieci.

## Odznaczenia
Odznaczony m.in. Orderem Zakonu Rycerskiego Grobu Bożego w Jerozolimie (1969), Orderem Leopolda II drugiej klasy (1969), Orderem Korony Dębowej II klasy (1970), Orderem Oranje-Nassau III klasy (1973), Legią Honorową II klasy (1972), Wielkim Krzyżem Zasługi z Gwiazdą Orderu Zasługi Republiki Federalnej Niemiec (1976), Orderem Lwa Niderlandzkiego II klasy (1977), Orderem Zasługi Rolniczej (1977) oraz surinamskim Honorowym Orderem Palmy I klasy (1978).